# Hollywood Ending
Hollywood Ending (distribuida en español como Un final made in Hollywood en España, La mirada de los otros en Argentina, y El ciego en México) es una película de comedia estadounidense de 2002 escrita y dirigida por Woody Allen, que también interpreta al personaje principal. Cuenta la historia de un director de cine, una vez famoso, que sufre ceguera histérica debido a la intensa presión de dirigir.

## Argumento
Val Waxman (Woody Allen) es un neurótico director de cine que, una vez prestigioso, ha caído en el olvido y camina solitariamente por las calles de Nueva York, esperando una nueva oportunidad para rescatar su carrera en el cine.
El fracaso lo ha llevado al mundo de la publicidad, pero él anhela desesperadamente volver a los escenarios de cine con la ayuda de amigos y su agente, que buscan juntos poder participar en la producción de una nueva película para seguir adelante. 
A pesar de que lo abandonó por un gran productor de cine y millonario de Hollywood, su exmujer (Téa Leoni) sigue confiando en su talento y le propone dirigir una nueva película de gran presupuesto que produciría su novio, pero justo antes de empezar el rodaje, Val se queda ciego. Aconsejado por su amigo y agente, All, decide no desaprovechar esta oportunidad, seguir adelante con la complicidad de su exmujer y su agente, y ocultar su ceguera a todo el mundo para poder seguir adelante con la película... aunque no pueda ver ni una escena.

## Reparto
- Woody Allen como Val Waxman.
- Téa Leoni como Ellie.
- George Hamilton como Ed.
- Treat Williams como Hal.
- Debra Messing como Lori.
- Mark Rydell como Al Hack.
- Marian Seldes como Alexandra.
- Tiffani Thiessen como Sharon Bates.
- Greg Mottola como Asistente de director.
- Fred Melamed como Pappas.
- Neal Huff como Commercial A.D.
- Barney Cheng como Traductor.
- Jodie Markell como Andrea Ford.
- Isaac Mizrahi como Elio Sebastian.
- Peter Gerety como Psiquiatra.
- Aaron Stanford como Actor.
- Erica Leerhsen como Actriz.
- Joe Rigano como Proyeccionista.
- Mark Webber como Tony Waxman.

## Producción
Haskell Wexler fue el director de fotografía original, pero fue despedido por Woody Allen después de una semana de filmación, ya que no podían ponerse de acuerdo sobre cómo filmar ciertos tomas. Wedigo von Schultzendorff reemplazó a Wexler.

## Recepción
La película recibió críticas mixtas de los críticos. El agregador de reseñas Rotten Tomatoes informó que la película recibió un 47% de revisiones positivas, basadas en 130 revisiones. Metacritic informó que la película tuvo una puntuación media de 46 de 100, basada en 37 revisiones.
La película fue un fracaso económico en las salas de cine estadounidenses, con ventas de entradas por debajo de 5 millones de dólares, y una ganancia mundial de sólo $ 14.8 millones.
Fue proyectada fuera de competencia en el Festival de Cannes 2002.
El crítico de cine Bryant Frazer pensó que la película sufría de mala edición. «Lo que es más frustrante es que Hollywood Ending podría haber sido un poco mejor de lo que realmente es. A los 114 minutos, tiene una decisiva falta de la brevedad que solía caracterizar las películas de Allen—incluso las super series inspiradas en Bergman. Lo que es peor, su tiempo parece estar fuera de ritmo—el cineasta que alguna vez fue famoso por cortar sus películas al absoluto hueso ahora nos da escenas divagadoras y excesivamente largas con artistas que casi parecen estar improvisando su diálogo. Corrí a la Internet Movie Database para investigar, y descubrí lo que puede ser el problema—Susan Morse se ha ido. Morse, la editora que había trabajado con Allen desde Manhattan en 1979 y que se convirtió en una verdadera soldado en el momento del montaje jazzístico que caracterizaba a Deconstructing Harry, fue supuestamente víctima de recortes presupuestarios dentro de las filas».
En 2016, los críticos de cine Robbie Collin y Tim Robey de The Daily Telegraph calificaron a Hollywood Ending como la peor película de Woody Allen.